# Nocturne, Op. 37 (Chopin)
Nocturne, op. 37 este un set de două nocturne scrise și publicate de Frédéric Chopin în 1840, deși se crede că Nocturna în G major op. 37, nr. 2 a fost compusă în 1839 în jurul perioadei de ședere cu autorul George Sand în Mallorca.  În mod neobișnuit, nici o piesă nu are o dedicație.
Acest set de nocturne a fost considerat inițial unul dintre cele mai bune seturi, totuși popularitatea sa a scăzut încet în secolul al XX-lea.  Blair Johnson susține, totuși, că piesele sunt încă „exemplare minunate, fiind ceva de hibrid între Opus 27 mai dramatic și texturile și dispozițiile mult mai simple ale Opus 32”.  Robert Schumann a comentat că sunt "de acel tip mai nobil, sub care idealul poetic strălucește mai transparent".  Schumann a mai spus că „cele două nocturne diferă de cele din trecut, mai ales prin simplitatea mai mare a decorului și a grației mai liniștite”. 
Gustav Barth a comentat că nocturnele lui Chopin sunt semne clare de „progres” în comparație cu nocturnele originale ale lui John Field , deși îmbunătățirile sunt „în cea mai mare parte doar în tehnică”.  Cu toate acestea, David Dubal consideră că piesele sunt "mai bine descrise ca balade în miniatură". 

## Nocturna în G minor, Op. 37 Nr. 1
Nocturna Nr. 11 în G minor este marcată inițial ca sostenuto Andante și este în măsura 4/4. În măsura 41, modificările cheii E-flat major se întorc la G minor în măsura 67. Piesa are un total de 91 de măsuri lungime, terminând cu o a treia Picardie și este în formă ternară.  Unul dintre studenții lui Chopin a susținut odată că Chopin însuși a uitat să marcheze creșterea tempo-ului pentru corale, ceea ce a condus la o încetinire a secțiunii. 
James Friskin a comentat că nocturna este „una dintre cele mai simple nocturne” și este similar cu Nocturna în G minor, Op. 15, nr. 3 prin aceea că „are pasaje similare cu legato în secțiunea contrastantă” deși această nocturnă „are o linie melodică mai ornamentală”.  Dubal a fost, de asemenea, de acord că nocturna este „de o importanță mai mică”.  Cu toate acestea, criticii au indicat adesea potențiala aluzie la religie în secțiunea de mijloc. Maurycy Karasowski a comentat că secțiunea din mijloc are „o atmosferă asemănătoare bisericii în coarde”.   Johnson a crezut, de asemenea, că corzile sunt „corale” și au comentat că „unii biografi au simțit că această muzică reprezintă credința lui Chopin în puterea de consoliere a religiei”. 

## Nocturna în G major, Op. 37 Nr. 2

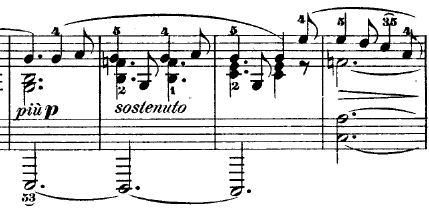
A doua temă a nocturnei Nr. 12

Nocturna Nr. 12 în G major este marcată inițial ca Andantino și este în măsura 6/8, rămânând astfel încât pentru toți cele 139 de măsuri. Este scris în stilul Barcarolei venețiene,  care, conform  lui Dubal, este generată de „tema principală a lui euphonious treimi și șesimi“.  Huneker a comentat că „pianiști iau de obicei prima parte prea repede, a doua prea încet“ și se joacă piesa ca o etuză.  Friskin a comentat că șesimea „necesită îngrijire pentru a obține uniformitatea controlului tonului.”  Piesa are structura A-B-A-B-A, oarecum neobișnuită pentru o nocturnă de-a lui Chopin. Piesă este în măsura în a treia și a șasea și este, de asemenea, neobișnuită, pentru că toate celelalte nocturne ale lui Chopin se deschid cu melodii unice.
Nocturna a fost apreciată ca fiind una dintre cele mai frumoase melodii pe care Chopin le-a compus vreodată.  Atât Karasowski, cât și Huneker au fost de acord cu această evaluare; Karasowski a susținut că „nu se poate asculta niciodată nocturna fără simțul celei mai profunde emoții și fericiri” , iar Huneker a comentat că nocturna a fost „pictată cu peria cea mai eterică a lui Chopin”.  Frederick Niecks a crezut, de asemenea, că piesa a avut „o senzualitate frumoasă, este plăcută, moale, rotunjită și nu fără un anumit grad de lăcomie”.  Pentru Blair Johnson, tema este „cu siguranță o întrupare muzicală a doctrinei” mai puțin este mai mult "."  Johnson a mai comentat că „clima a fost strecurată în stiloul compozitorului”, cu referire la șederea lui Chopin pe insula Mallorca.  Niecks, de asemenea, a spus că nocturna «vrăjește și inumanii», ce indică spre muzica lui Chopin că ar putea acționa ca un afrodisiac.  În mod similar, Louis Kentner a spus odată, referindu-se la această nocturnă, ca nocturnele nu ar trebui să „sufere degradare critică, deoarece tinerele femei sentimentale le-au folosit, în zilele de demult apuse, pentru confortul lor reprimat.“ 